# Billy Mays

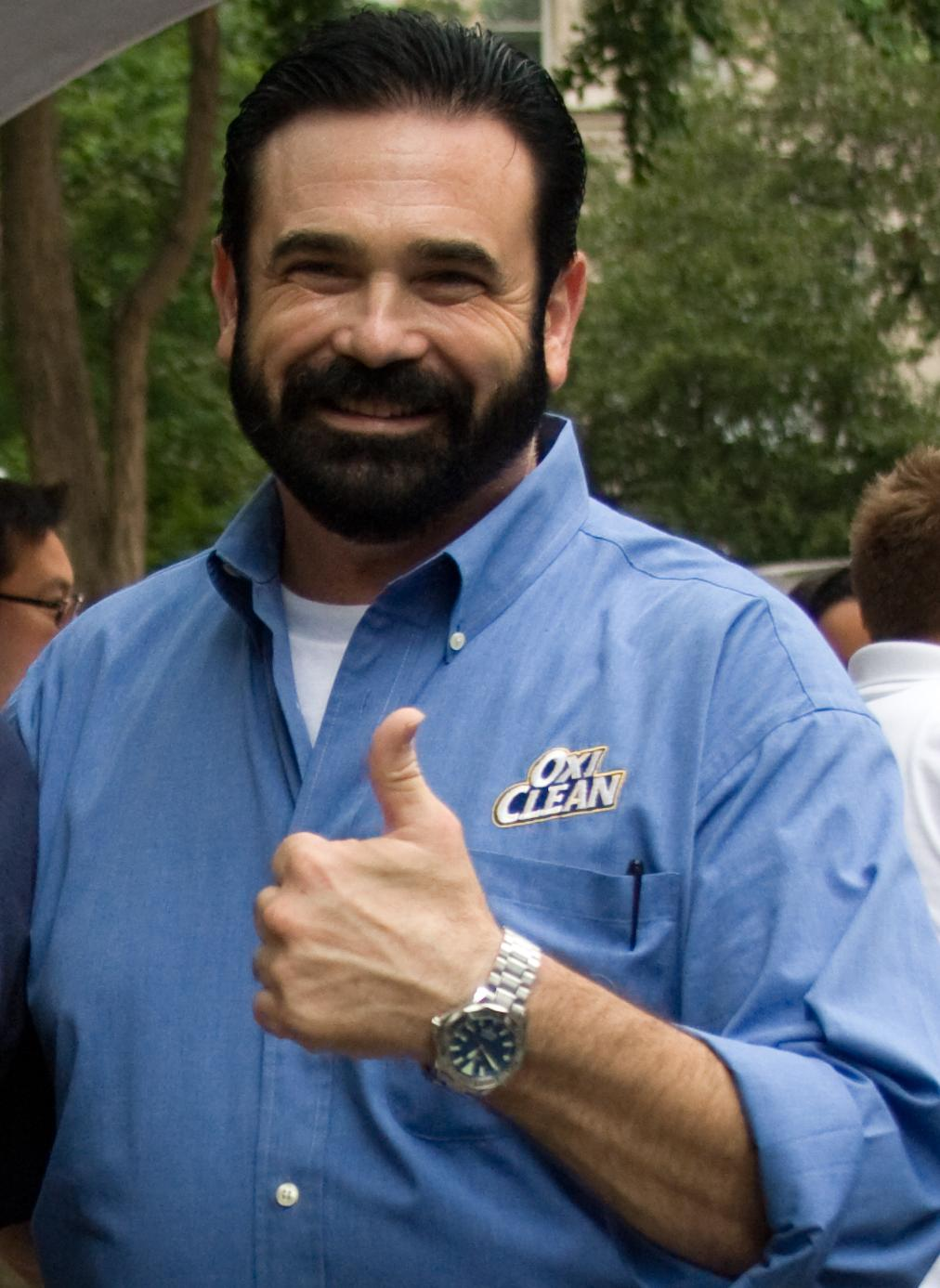
Billy Mays im Juni 2009

William Darrell „Billy“ Mays, Jr. (* 20. Juli 1958 in McKees Rocks, Pennsylvania; † 28. Juni 2009 in Tampa, Florida) war ein US-amerikanischer Teleshopping-Moderator. Er warb in dieser Funktion unter anderem für OxiClean, Orange Glo und andere bekannte Haushaltsmittel. Durch seinen Vollbart und seinen lauten Verkaufsstil erlangte er einen hohen Bekanntheitsgrad beim amerikanischen Fernsehpublikum und galt als einer der populärsten Vertreter seines Gewerbes.

## Leben
Nach seinem Abschluss an der Sto-Rox High School 1977 begann Mays seine Laufbahn als Straßenhändler in Atlantic City, wo er tragbare Waschgeräte an Passanten verkaufte. Später trat er auch bei Automessen, Heimvorführungen und Jahrmärkten als Verkäufer auf; zwölf Jahre lang verkaufte er so vor allem Haushaltsprodukte.
Bei einer Heimvorführung in Pittsburgh traf Mays 1993 auf seinen Kollegen Max Appel, den Gründer von Orange Glo International, einem Reinigungsmittelhersteller aus Denver. Dieser beauftragte ihn mit dem Verkauf seiner Produkte auf dem amerikanischen Homeshoppingsender Home Shopping Network.
Kunden äußerten sich positiv und teilweise begeistert über Mays. Bekannt wurde er vor allem durch ein lautes und mitunter aggressives Gebaren während seiner Auftritte. In der Folge präsentierte Mays zahlreiche Produkte für verschiedene Firmen.
Ab Ende 2008 trat er auch für den Sportsender ESPN auf, wobei er Werbesendungen moderierte, in denen er seinen mittlerweile bekannten Stil selbst parodierte.
Im April 2009 sendete der Discovery Channel eine Dokumentation namens Pitchmen (auf Deutsch etwa: Warenanpreiser), der sich unter anderem auch mit Billy Mays beschäftigte.
Mays’ Werbeclips fanden mit der Zeit auch Eingang in die Internetkultur, so wurden zahlreiche seiner Sendungen zu Remixes verarbeitet, er selbst wurde zu einem weit verbreiteten Internetphänomen.
Am 28. Juni 2009 wurde Mays in seinem Haus in Tampa, Florida, von seiner Frau Deborah Mays tot aufgefunden. Laut Polizeibericht starb Mays nicht durch äußere Einwirkung. Der für die Autopsie verantwortliche Arzt gab am Tag darauf bekannt, dass Mays an Bluthochdruck gelitten habe. Bei der Obduktion wurde diese Aussage bestätigt, außerdem fanden sich Hinweise auf Kokain und Schmerzmittel als zumindest verstärkenden Faktor. Mays’ Familie widersprach der Aussage, dass das Kokain zu seinem Tod beigetragen hätte, und verwies ausdrücklich auf die mangelnde medizinische Behandlung seines Bluthochdrucks als Ursache.
Mays wurde am 3. Juli 2009 in seinem Geburtsort McKees Rocks, Pennsylvania, beigesetzt. Dabei trugen die Sargträger blaue Hemden und Khakifarbene Hosen, so wie auch Mays dies in den meisten seiner Werbespots tat. Mays selbst trug bei seiner Beerdigung ein OxiClean-Hemd.
Mays war zweimal verheiratet und hatte zwei Kinder, eines aus erster und eines aus zweiter Ehe.